# Heracleum
- Commons
- Wikispecies

Heracleum L. é um género botânico pertencente à família Apiaceae.

## Sinonímia
- Sphondylium Mill.

## Espécies
| - Heracleum acontifolium - Heracleum algeriense - Heracleum alpinum - Heracleum arcticum - Heracleum basvicum - Heracleum calcareum - Heracleum candolleanum | - Heracleum idae - Heracleum lanatum - Heracleum mantegazzianum - Heracleum persicum - Heracleum rapula - Heracleum rigeus - Heracleum setosum | - Heracleum sibiricum - Heracleum sosnowskyi - Heracleum sphondylium - Heracleum verrososum - Heracleum yunnanense |

- «Lista completa»

## Classificação do gênero
| Sistema | Classificação                    | Referência               |
| ------- | -------------------------------- | ------------------------ |
| Linné   | Classe Pentandria, ordem Digynia | Species plantarum (1753) |